# Ecuvillens

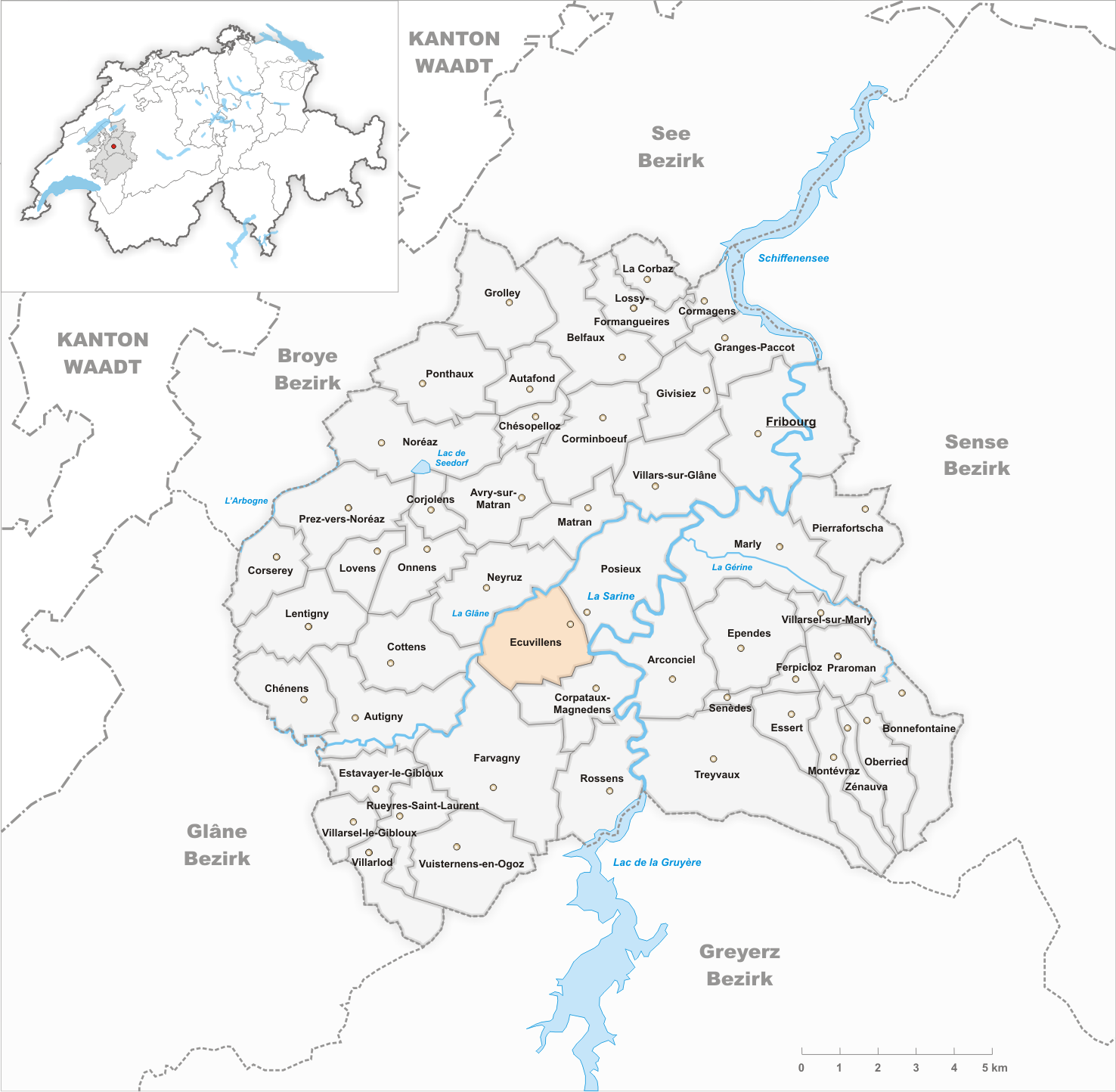
Gemeindestand vor der Fusion am 1. Januar 2001

Ecuvillens (Freiburger Patois Ekuviyinⓘ) ist eine Ortschaft und früher selbständige politische Gemeinde im District de la Sarine (deutsch: Saanebezirk) des Kantons Freiburg in der Schweiz. Der frühere deutsche Name Cüvellingen wird heute nicht mehr verwendet. Am 1. Januar 2001 fusionierte Ecuvillens mit Posieux zur neuen Gemeinde Hauterive (FR).

## Geographie
Ecuvillens liegt auf 691 m ü. M., acht Kilometer südwestlich der Kantonshauptstadt Freiburg (Luftlinie). Das Strassendorf erstreckt sich auf einem Plateau zwischen den Tälern der Glâne im Westen und der Saane im Osten, im Molassehügelland des Freiburger Mittellandes. Die ehemalige Gemeindefläche betrug rund 5,3 km². Das Gebiet umfasste die leicht gewellte Hochfläche von Ecuvillens, welche im Westen und Norden vom tief in die Molasseschichten eingeschnittenen Tal der Glâne, im Osten vom Saanegraben begrenzt wird. Im Südwesten reichte es über die Höhe Grossa Faita (723 m ü. M.) in das ausgedehnte Waldgebiet Bois Cornard.

## Bevölkerung
Mit 710 Einwohnern (2000) zählte Ecuvillens vor der Fusion zu den kleineren Gemeinden des Kantons Freiburg. Im Jahr 1850 hatte das Dorf 443 Einwohner, 1900 523 Einwohner. Seit 1970 (532 Einwohner) wurde ein deutliches Bevölkerungswachstum verzeichnet. Zu Ecuvillens gehören der Weiler Le Faubourg (696 m ü. M.) auf dem Plateau südlich des Dorfes sowie mehrere Einzelhöfe.
Einwohnerzahlen: Volkszählungsdaten

## Wirtschaft
Ecuvillens war bis in die zweite Hälfte des 20. Jahrhunderts ein vorwiegend durch die Landwirtschaft geprägtes Dorf. Noch heute haben der Ackerbau, der Obstbau, die Milchwirtschaft und die Viehzucht einen gewissen Stellenwert in der Erwerbsstruktur der Bevölkerung. Weitere Arbeitsplätze sind im lokalen Kleingewerbe und im Dienstleistungssektor vorhanden. Seit 1949 ist Ecuvillens Standort des Flugplatzes Ecuvillens. In den letzten Jahrzehnten hat sich das Dorf zu einer Wohngemeinde entwickelt. Viele Erwerbstätige sind deshalb Wegpendler, die hauptsächlich in der Region Freiburg arbeiten.

## Verkehr
Die Gemeinde ist verkehrsmässig gut erschlossen. Sie liegt neben der alten Hauptstrasse von Freiburg nach Bulle. Der nächste Anschluss an die Autobahn A12 (Bern-Vevey), welche das Gemeindegebiet durchquert, befindet sich rund 4 km vom Ortskern entfernt. Durch die Buslinien der Transports publics Fribourgeois, die von Freiburg nach Bulle und Farvagny(-Romont) führen, ist Ecuvillens an das Netz des öffentlichen Verkehrs angebunden.
Von 1913 bis 1932 war Ecuvillens ausserdem durch die Gleislose Bahn Freiburg–Farvagny an das öffentliche Verkehrsnetz angeschlossen, die nächste Haltestelle befand sich jedoch im Nachbarort Posieux.

## Geschichte
Das Gebiet von Ecuvillens war schon sehr früh besiedelt, was durch den Fund von Fragmenten römischer Ziegelsteine nachgewiesen werden konnte. Die erste urkundliche Erwähnung des Ortes erfolgte 1137 unter dem Namen Escuvilens. Später erschienen die Schreibweisen Scuvillens (1143), Escuvillens (1228) und Escuvilliens (1445). Der Ortsname ist vom Personennamen Skûwila abgeleitet und bedeutet mit dem Suffix -ens so viel wie bei den Leuten des Skûwila.
Im 11. und 12. Jahrhundert war das Gebiet Mittelpunkt der mächtigen Herrschaft der Herren von Glâne, deren Burg wahrscheinlich auf der Halbinsel La Vuerda über der Glâne zu lokalisieren ist. Diese Herren gründeten kurz vor dem Erlöschen ihres Geschlechts zwischen 1132 und 1137 das Kloster Hauterive und statteten es mit reichem Grundbesitz aus.
Ecuvillens kam 1452 unter die Herrschaft von Freiburg und wurde der Alten Landschaft (Neustadtpanner) zugeordnet. Nach dem Zusammenbruch des Ancien Régime (1798) gehörte das Dorf während der Helvetik und der darauf folgenden Zeit zum Bezirk Freiburg, bevor es 1848 mit der neuen Kantonsverfassung in den Saanebezirk eingegliedert wurde.
Im Rahmen der seit 2000 vom Kanton Freiburg geförderten Gemeindefusionen entschieden sich die Bewohner von Ecuvillens und Posieux für ein Zusammengehen ihrer Gemeinden. Mit Wirkung auf den 1. Januar 2001 wurde die Fusion rechtskräftig. Als neuer Gemeindename wurde Hauterive (FR) in Anlehnung an das auf dem Talboden der Saane gelegene Kloster gewählt.

## Sehenswürdigkeiten
Eine Pfarrei ist bereits kurz nach der ersten Nennung des Dorfes 1138 erwähnt. Die Pfarrkirche Mariä Himmelfahrt wurde 1811 im Stil der Neuromanik neu erbaut und 1912 umgestaltet. Sie besitzt ein Kruzifix von 1520. Entlang der Dorfstrasse sind einige stattliche Bauernhäuser aus dem 18. und 19. Jahrhundert erhalten.

## Persönlichkeiten
- Olivier Maradan (1899–1975), Geistlicher und Kapuziner